# 허윤정 (축구인)
허윤정(許允正, 1936년 9월 30일 ~ 2022년 8월 7일)은 대한민국의 전직 축구 선수이자 전직 축구 지도자로 해외 리그에 진출한 최초의 한국 선수이며 대한민국 대표팀 감독과 대전 하나 시티즌 대표이사를 지낸 허정무의 친척으로도 유명하다.

## 축구인 경력

### 클럽
일제강점기 시절이던 1936년 9월 30일 전라남도 진도군 진도읍 동외리에서 태어나 1961년부터 1968년까지 공군 축구단, 대한석탄공사, 양지 축구단 등에서 활동하다가 1969년 홍콩 퍼스트 디비전 리그 소속팀인 싱타오 SC에 입단하며 해외 리그에 진출한 최초의 대한민국 선수라는 타이틀을 얻었다.
그렇게 홍콩에서의 1시즌을 마무리한 뒤 1970년 귀국하여 1975년까지 서울은행의 플레잉코치로 활동했고 1980년부터 1981년까지는 성무 축구단의 코치를 역임하기도 했다.

### 국가대표팀
1963년 대한민국 국가대표팀에 첫 발탁된 이후 그 해에 열린 메르데카 국제축구대회를 통해 국가대표팀 첫 경기를 소화한 뒤 이듬해에 열린 1964년 AFC 아시안컵과 1964년 하계 올림픽에도 출전했다.
그로부터 3년 뒤인 1967년 베트남 인디펜던스 축구 대회에서 4경기 연속골을 터뜨리며 팀의 우승을 이끌었고 1967년과 1968년에는 9경기에서 무려 11골을 터뜨리는 폭발적인 득점력을 과시하며 국가대표팀에서의 개인 커리어 최전성기를 보냈으며 1972년 하계 올림픽 아시아 지역 예선을 끝으로 국제 A매치 통산 49경기 21골의 기록을 남긴 채 국가대표팀 은퇴를 선언했다.

## 이후의 삶
1981년 성무 축구단 코치를 끝으로 축구계 일선에서 물러났으며 2022년 8월 7일 서울 영등포구에서 자신의 생일을 1개월 23일을 앞두고 향년 85세를 일기로 타계했다.